# São Salvador (Castro de Avelãs)

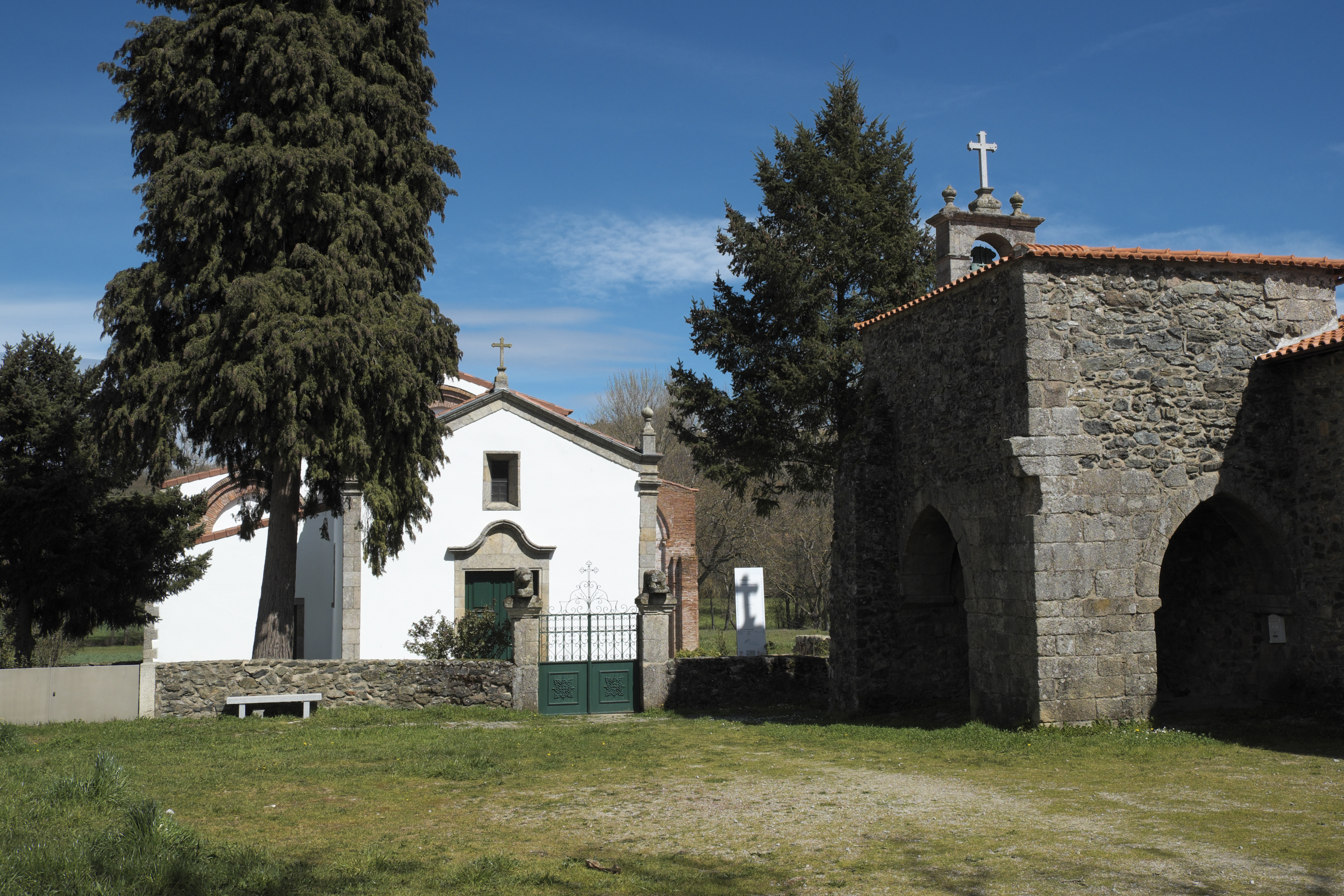
Kloster São Salvador

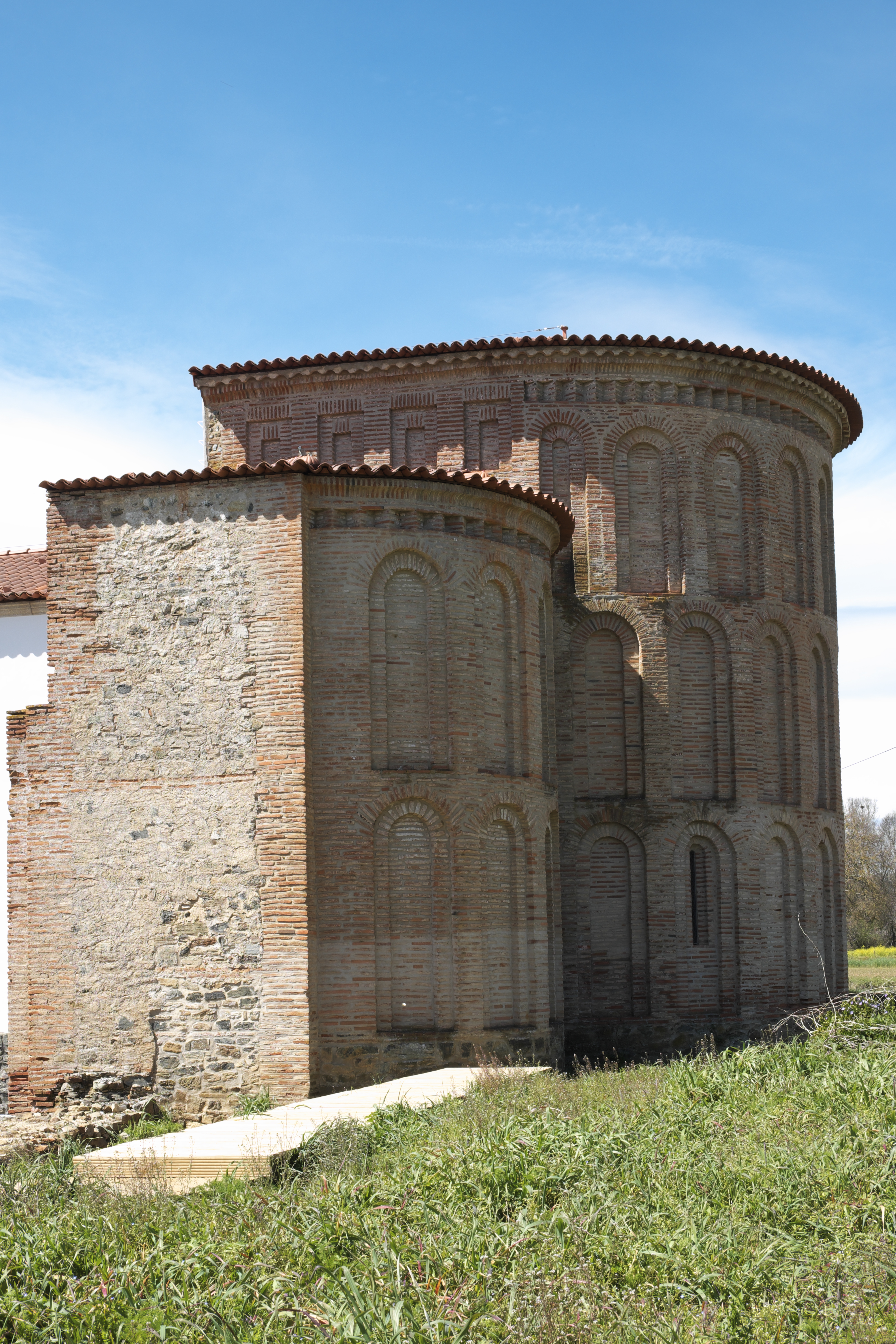
Haupt- und Seitenapsis

Die katholische Pfarrkirche São Salvador in Castro de Avelãs, einer Gemeinde im Kreis Bragança im gleichnamigen Distrikt in Nordportugal, war ursprünglich die Klosterkirche eines Benediktinerklosters, dessen Gründung auf das 11. Jahrhundert zurückgeht. Von der im 13. Jahrhundert  errichteten romanischen Kirche ist nur noch das dreiteilige Chorhaupt erhalten. Es ist in Ziegelbauweise ausgeführt und ein seltenes Beispiel für den Mudéjar-Stil in Portugal. 1910 wurde das Salvator-Kloster zum Monumento Nacional erklärt.

## Geschichte
Das Kloster stand unter dem besonderen Schutz der königlichen Familie, da sich die Mönche bei der Reconquista als hilfreich erwiesen hatten. 1545 wurde das Kloster durch eine päpstliche Bulle aufgehoben, die Güter des Klosters dem damals neu gegründeten Bistum Miranda überführt. In der Folge wurden die Klostergebäude abgerissen und die Kirche, die zur Pfarrkirche umgewandelt worden war, verfiel. Im 18. Jahrhundert war nur noch das Chorhaupt erhalten. An der Stelle der alten Klosterkirche wurde im Stil des Barock die heutige, wesentlich kleinere Kirche gebaut und das alte Chorhaupt miteinbezogen. Die nördliche Seitenapsis wurde zur Sakristei umgebaut.

## Chorhaupt

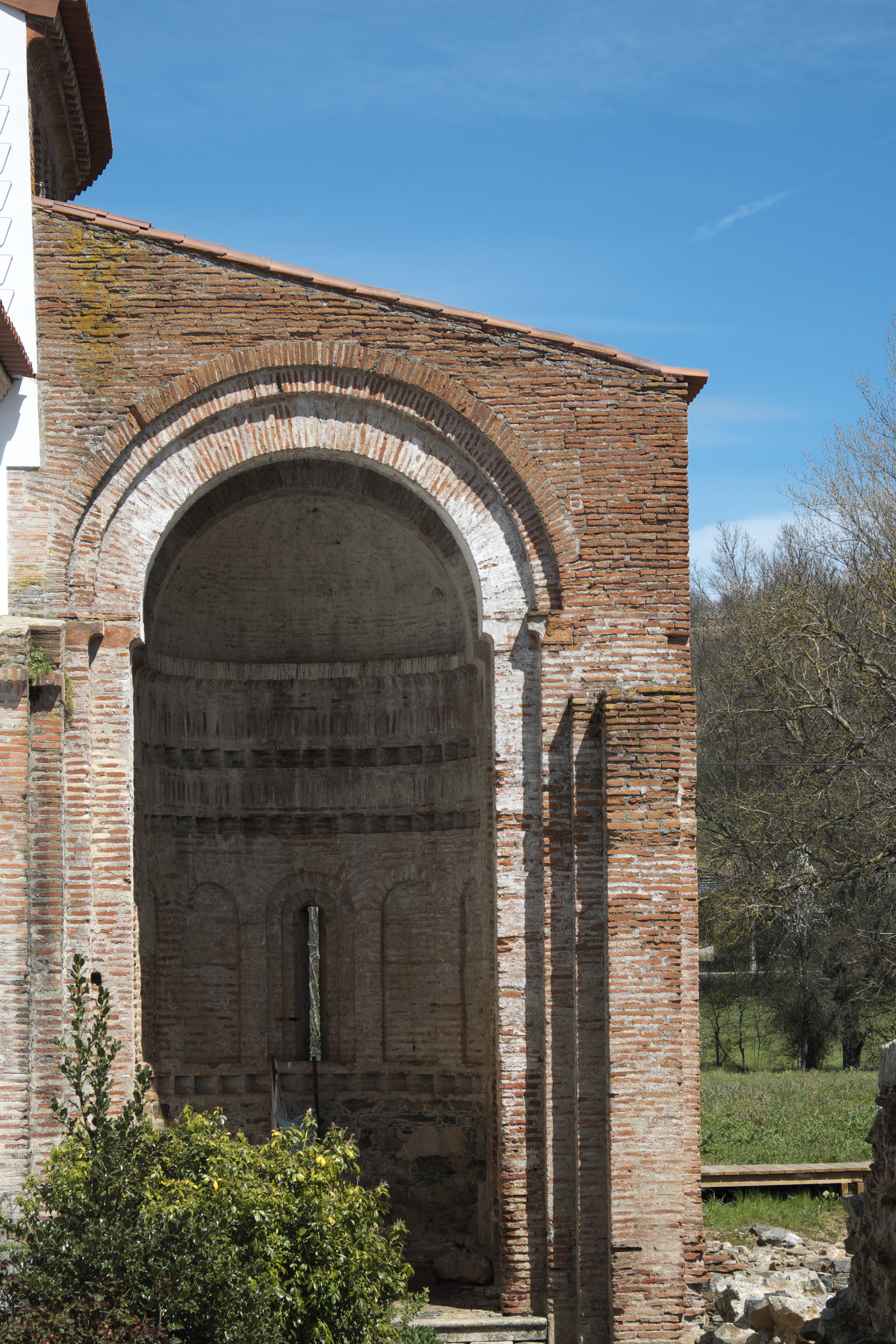
Südliche Apsis

Die Hauptapsis und die beiden seitlichen Apsiden haben einen halbkreisförmigen Grundriss. Die Außenmauern sind mit Blendarkaden verziert. Unter dem Dachansatz verläuft ein Sägezahnfries. Das Chorhaupt weist große Ähnlichkeiten mit den zeitgenössischen Mudéjar-Kirchen im damaligen Königreich León auf wie San Lorenzo und San Tirso in der nordspanischen Stadt Sahagún.

## Sarkophag
In der südlichen Apsis ist ein Sarkophag aus der zweiten Hälfte des 13. Jahrhunderts aufgestellt. In ihm ist Dom Nuno Martins de Chacim bestattet, ein Ricohombre, der den portugiesischen Königen Alfons III. und Dom Dinis I. gedient hatte. Ursprünglich stand der Sarkophag in der Kirche, die beiden Löwen, die heute vor der Kirche auf Mauerpfosten stehen, dienten als Sockel.

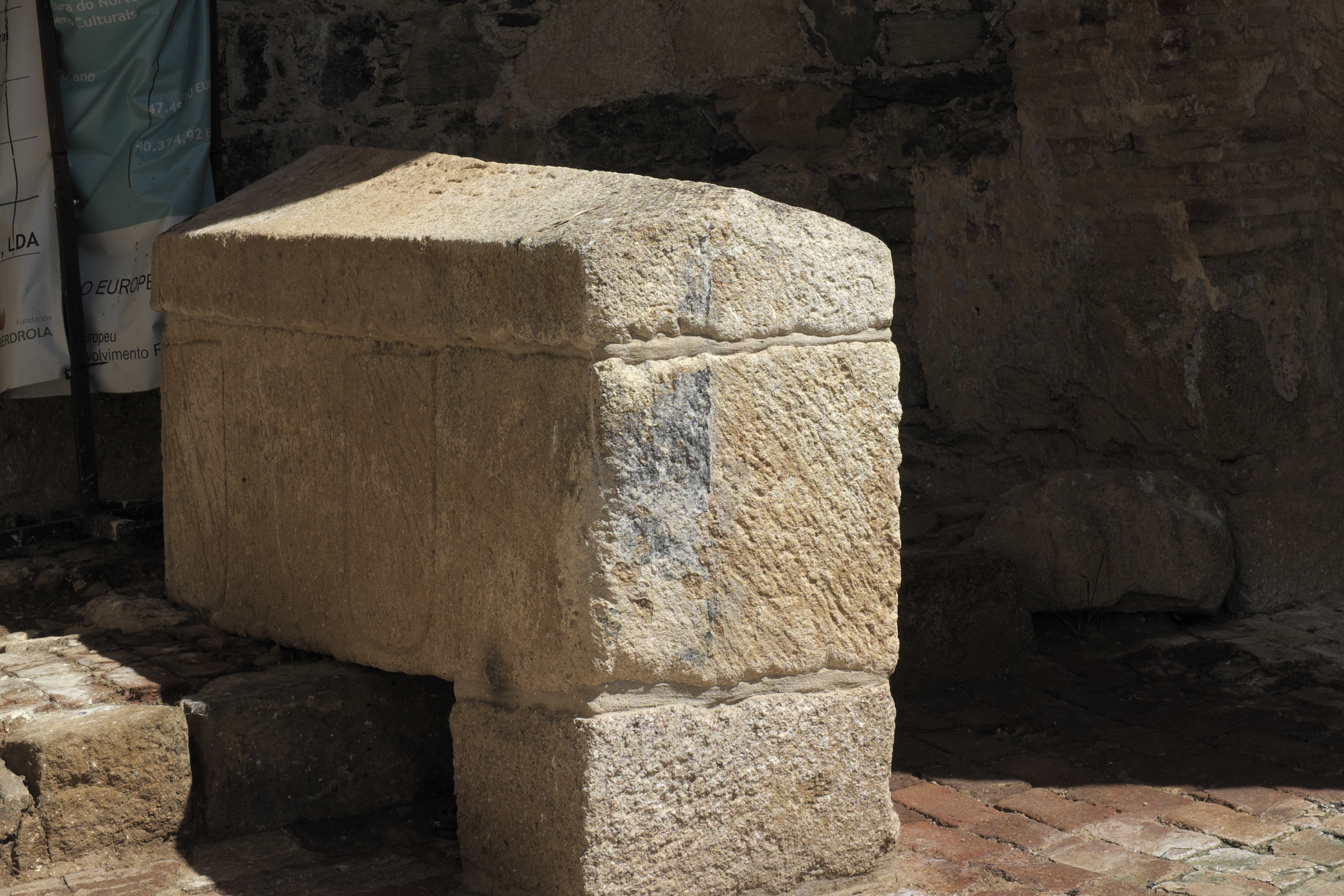
Sarkophag
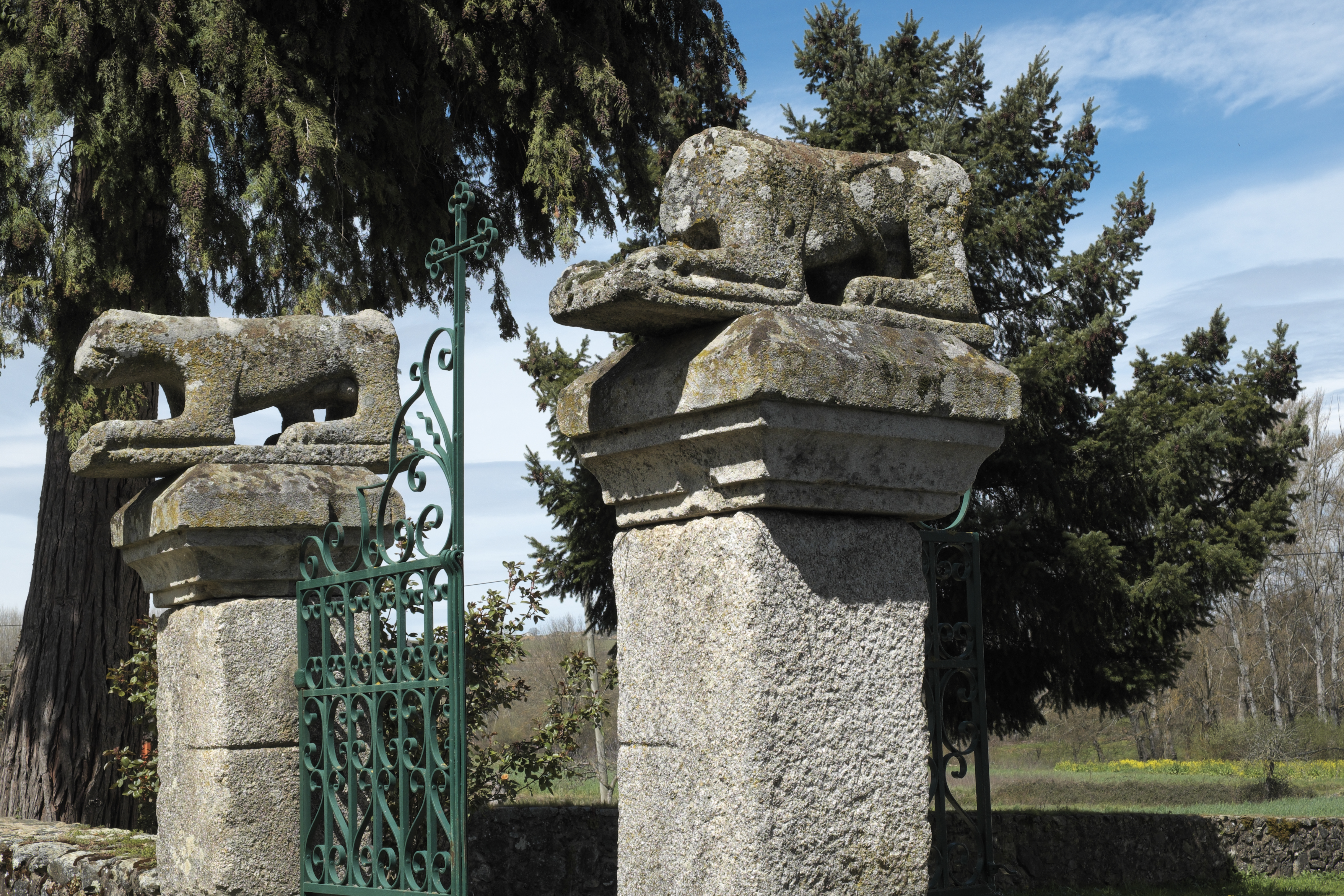
Löwen
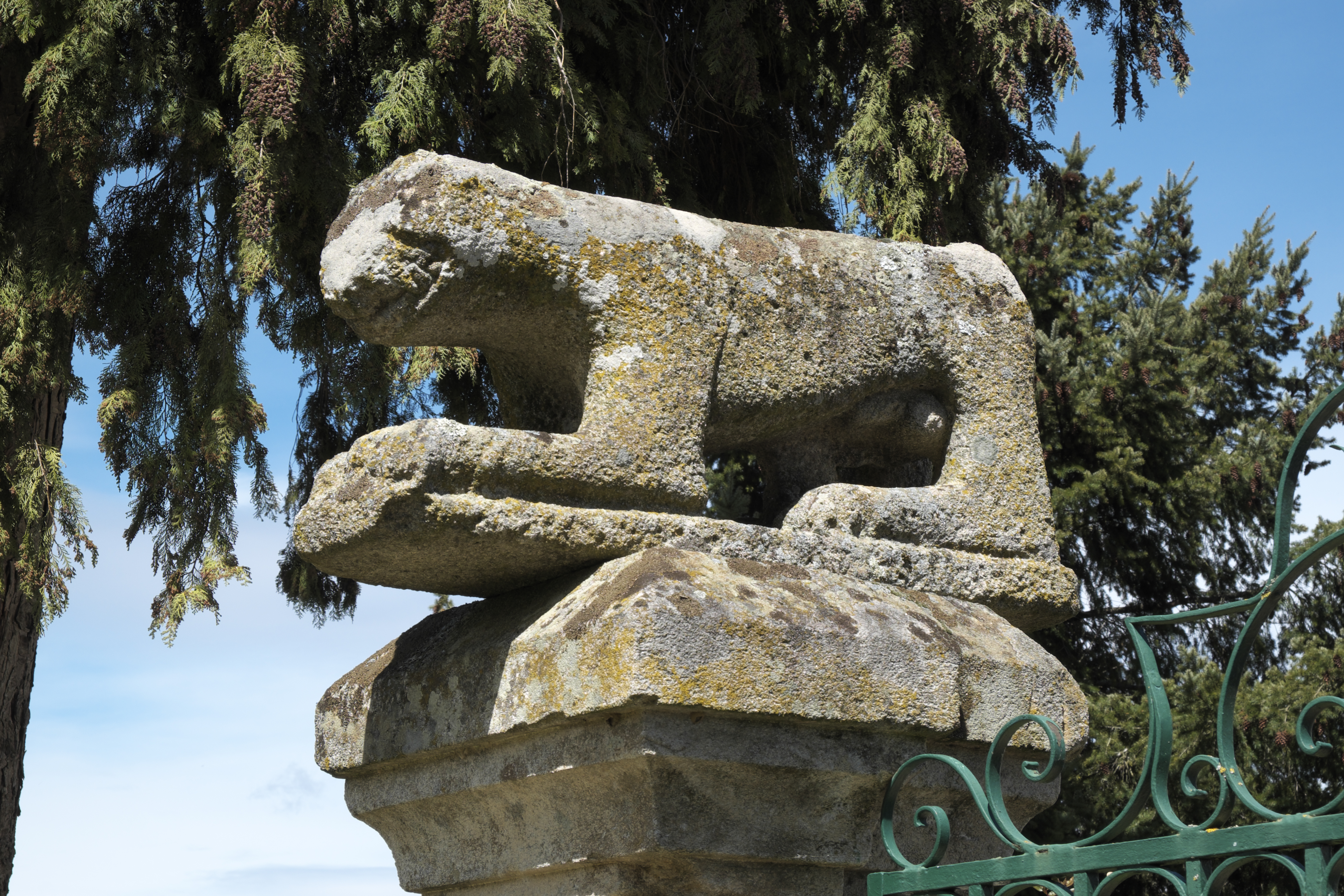
Löwe